# 竹村公良
竹村 公良（たけむら きみよし、1914年（大正3年）1月21日 - ）は、日本の競泳選手。

## 経歴
1914年1月21日、京都府に生まれる。早稲田大学政治経済学部在学中は東京府中野区に暮らした。1933年に50メートル自由形を26秒で泳ぎ、当時の日本記録を打ち立てた。1934年に開催された第10回極東選手権競技大会では50メートル自由形で26秒7の記録を出し優勝した。この年には26秒4の記録も出している。体形は痩せていたが、体を浮き気味にすることによって作り出す滑りやすい姿勢が持ち味であった。1938年に早稲田大学を卒業し、宝塚第一ホテルに就職した。その後、取締役企画部長、常務営業部長を経て、1954年に常務に就任した。1963年時点では兵庫県宝塚市に在住していたが、1970年の時点では東京都世田谷区に転居している。この間に総務部長となり、結婚している。